# Арийское христианство
«Арийское христианство» («деиудаизация», «ариизация» христианства) — расистская антисемитская концепция, согласно которой христианство имеет «арийское» происхождение и сущность и должно быть очищено от наследия иудаизма. Центральной является идея «арийского Иисуса» о том, что Иисус Христос по происхождению или по духу был «арийцем». Концепция была создана в XIX веке авторами псевдонаучных расовых теорий и получила распространение в XX—XXI веках в рамках национал-социализма, неонацизма и неоязычества.
Арийский миф противопоставляет «арийскую расу господ» («арийцев») «семитской расе» в лице прежде всего евреев (откуда возник термин «антисемитизм»). При этом «семитской расе» приписываются сугубо отрицательные качества, делающие её прямой противоположностью «арийской расы». Перед сторонниками этой идеологии стоял вопрос об отношении к христианству как к религии, тесно связанной с иудаизмом. Часть из них отвергла христианство и обратилась к неоязычеству, другие стремились очистить христианство от любых следов иудаизма и вернуться к «изначальному» «арийскому христианству». Умеренные сторонники «арийской» идеи принимали христианскую этику, считая её «арийской», тогда как радикалы усматривали в ней еврейское наследие, поскольку «арийское героическое начало» никак с ней не сочеталось.
Арийский миф был тесно связан с традиционным европейским антисемитизмом, обогатив его новой расистской идеологией. Однако в ходе своего развития он порвал с традицией христианского антисемитизма и принял антихристианский характер, какой по сути носят как «арийское» неоязычество, так и само «арийское христианство».

## Предыстория
В раннем христианстве было сформировано положительное отношение к древним евреям, исповедовавшим истинную веру. Однако позже в христианстве положительное отношение к еврейскому народу сменилось на резко отрицательное. Согласно этим взглядам, отвергнув Иисуса Христа, и, согласно Евангелию, распяв Его, иудеи стали врагами Бога и Нового Израиля (Христианской церкви) или просто заблуждающимися. Формировались представления о коварстве иудеев, подготавливающих приход Антихриста и призванных служить ему.
Вальтер Лакер отмечает, что переход от религиозного антисемитизма к расовому произошёл достаточно плавно. По его мнению, расовый антисемитизм мог быть воспринят в основном теми, чьё образование веками базировалось на религиозной доктрине с акцентом на обвинении евреев в распятии Христа.
Вопрос о внешности и национальной принадлежности Иисуса связан с тем, что в Новом Завете отсутствует описание его человеческой внешности. Возникла закономерность, когда какое-либо национально-христианское движение могло придавать Иисусу черты своей культуры или даже причисляло к своему народу, как это было, например, у европейцев в XIX веке или у негров и индейцев в XX веке. При этом искажалась биография Иисуса.
В XIX веке наблюдаются с одной стороны бурное развитие науки, поставившее под вопрос многие христианские догмы, с другой стороны — развитие расовых теорий с идеей о существовании превосходства одних человеческих рас над другими и формированием мифа об «арийской расе» господ. В то же время христианская историософия продолжала влиять на идеи расовых теоретиков.
В новой оппозиции христиан, или Новый Израиль, сменили «арийцы». Христианская эсхатология оказала влияние на новые эзотерические концепции о регулярной смене эпох и рас, например в теософии Елены Блаватской: большую популярность получило учение о близящемся конце эры Рыб, чреватом всеобщим упадком и глобальными катаклизмами, после чего должна прийти новая раса. Эзотерики считали нынешнюю эпоху временем господства «арийской расы», в то время как случайные остатки прежних рас, к которым относились и семиты, обречены на вымирание. В этой парадигме евреи («семиты») с приписываемыми им негативными характеристиками воспринимались культурно бесплодными и не имеющими будущего. Будущее связывалось с универсальными людьми, «арийцами».

## Европа XIX — начала XX века
В среде сторонников арийского мифа, требовавшего максимального отдаления христианства от иудаизма, получили некоторую распространённость идеи «арийского монотеизма» и «арийского Иисуса». Теоретики стремились к полному разрыву между иудаизмом и христианством («религией евреев» и «религией арийцев») и очищению христианства от «семитских включений». Они делились на две группы. Одни считали, что кочевники-семиты, отличавшиеся сухостью ума и крайним рационализмом, были обречены на монотеизм, в то время как обладавшие творческой фантазией «арийцы» способны были создать для себя политеистическую религию. Другие, напротив, утверждали, что «еврейский ум» был не в состоянии постичь всю глубину монотеизма, но это было доступно «арийцам».
Ещё в 1858 году французский анархист Пьер-Жозеф Прудон писал, что монотеизм не мог быть создан «коммерческой расой» — евреями, а представляет собой творение «индогерманского ума». Швейцарский лингвист Адольф Пикте наделял «арийцев» «первобытным монотеизмом». Французский историк Эрнест Ренан писал: «В Иисусе не было ничего еврейского». При этом в христианстве он видел меньше монотеизма, чем в иудаизме или исламе. По его мнению, христианство постепенно отдалялось от иудаизма, в результате этого совершенствовалось и становилось «арийской религией». Ренан настаивал на необходимости дальнейшей «арианизации» христианства и его очищения от «семитских недостатков». Он предполагал вслед за Аделунгом, что Эдем располагался в Кашмире. С оппозицией иудаизма и христианства он связывал также природные различия между лесистой Галилеей, где родилось христианство, и пустынной Иудеей, где существовал иудаизм.

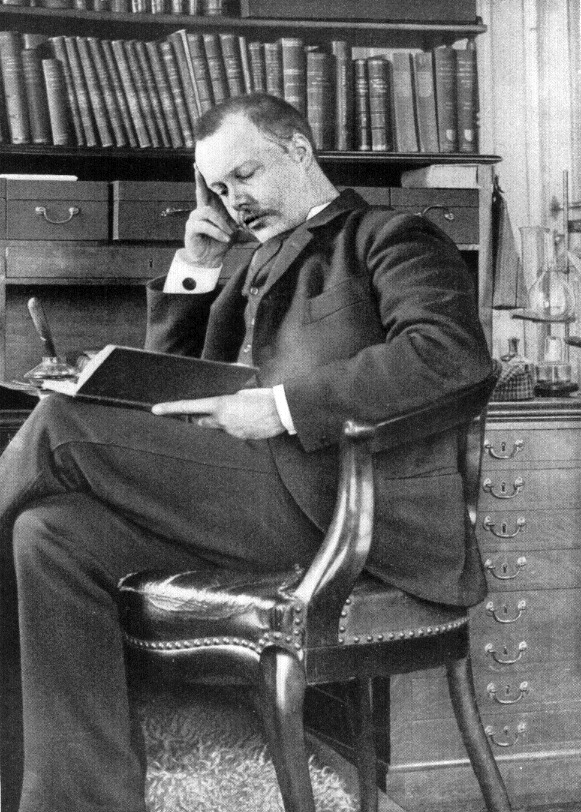
Хьюстон Чемберлен, 1895

Дальше всего эти идеи развились в Германии, где наблюдались попытки создать «арийское христианство». В XIX веке немецкие интеллектуалы, начиная с Фихте, были заинтересованы «арийским происхождением» Иисуса. Если немецкий композитор Рихард Вагнер изобразил легендарного Зигфрида «истинным арийцем», то его продолжатель, писатель Клаус Вагнер в своей книге «Война» (1906) уже писал об «Иисусе-Зигфриде». В конце XIX — первой половине XX века один из авторов «арийской» идеи Хьюстон Чемберлен и его последователи призывали очистить Ветхий Завет от «семитизма». Чемберлен апеллировал не к внешности Иисуса, а к его «духу». По его мнению, Иисус поднял «флаг идеализма», тем самым бросив вызов иудаизму. Чемберлен призывал к «деиудаизации» христианства и созданию нового «арийского» Евангелия. Позднее он провозгласил истоком христианства персов. В рамках идеи о «религии солнца», Эрнст фон Бунзен утверждал, что Адам был «арийцем», а змей-соблазнитель — «семитом».
В последней четверти XIX века немецкий востоковед Пауль де Лагард в своем трактате «Религия будущего» писал о необходимости «упразднения иудаизма». Бельгийский социалист Эдмон Пикар обнаружил «арийскую сущность» Иисуса в том, что тот, по его мнению, был настроен против капитализма. В конце XIX — начале XX века во Франции многие католические авторы называли Иисуса «арийцем», «галилеяном» или «кельтом».
Научные открытия в Месопотамии, позволили немецкому ассириологу Фридриху Деличу в 1902 году выступить с гипотезой о том, что многие сюжеты и идеи Второзакония, включая основные положения монотеизма, были заимствованы евреями из Вавилонии. Делич подчёркивал бедность и отсталость культуры древних израильтян. Если ранее А. Тайлор считал, что многие особенности своей древнейшей религии и мифологии «арийцы» заимствовали у семитов, то Делич писал об «арийской природе» Иисуса. Чемберлен включил открытия Делича, в собственной интерпретации, во вступление к четвёртому изданию своей книги. В Санкт-Петербурге некоторые студенты демонстрировали свои антисемитские настроения со ссылкой на Делича. Так, М. М. Гротт доказывал творческую немощь евреев, которые, по его мнению «занимались плагиатом».
Йорг Ланц фон Либенфельс, один из основателей эзотерического расистского учения ариософии, в книге «Теозоология» (1904) писал, что Иисус пришёл для возрождения сексуально-расистского гнозиса с целью спасти избранный народ — «арийскую расу». Чудеса Иисуса и его Преображение рассматривалось как подтверждение его «электрической» божественной природы. Страсти Христа интерпретировались как попытка насилия, искажения природы, которую предприняли «пигмеями», сторонники сатанических бестиальных культов, стремящиеся к расовому смешению.
Американский евгенист Мэдисон Грант утверждал, что Иисус принадлежал к «индоевропейской расе».
В Германии близкие идеи, но без антисемитизма, высказывал Артур Древс, по мнению которого, иудаизм существенно изменился, попав под влияние персидского митраизма в эпоху Ахеменидов. Изменился образ Яхве, ставшего из жестокого и мстительного Бога милосердным и любящим отцом. По мнению Древса, рядом с суровым фарисейско-раввинистским законничеством зародилась «гуманная и живая мораль», вышедшая за пределы узкого «иудейского национализма». Древние израильтяне, по утверждению Древса, практиковали человеческие жертвоприношения. Впрочем, даже это они частично заимствовали у персов. По мнению Древса, основные понятия иудаизма окончательно сложились под сильным влиянием персидской религии и эллинской философии. Основу христианству заложили синкретические («гностические») учения Западной Азии. Среди источников внешнего влияния на христианство Древс называл буддизм. Ядро христианства он связывал с идеей жертвующего собой бога, по его утверждениям, принесенной «арийцами» с севера. С этой точки зрения, по мнению Древса, Иисус был «арийцем». В то же время Древс был убеждён в мифологичности Иисуса. В целом Древс изображал иудаизм «вторичной религией», а прямую связь с ним христианства ставил под вопрос.
Также существовала точка зрения, что если Иисус по религии и был иудеем, то он всё равно не принадлежал к «еврейской расе». Основным аргументом для этой гипотезы выступала идея, что исторический регион Галилея, откуда происходил Иисус, заселялся «арийскими» народами, однако эта идея не получила научной поддержки.
В XIX веке идея особого «арийского» происхождения ряда европейских народов, заимствованная у западно-европейских мыслителей, особенно у немецких, была распространена в среде русских славянофилов. Один из основателей славянофильства А. С. Хомяков и многие его ученики, в том числе А. Ф. Гильфердинг, Д. И. Иловайский и И. Е. Забелин, утверждали, что русские представляют собой потомков одной из главных ветвей группы «арийских» народов, меньше всего удалившихся от линии прямого родства. Однако в этот период русский арийский миф не был связан с неоязычеством, и принципиальным религиозным контекстом для русских славянофилов оставалось русское православие. Тем не менее, они пытались связать православие с «арийской» идентичностью и утверждали, что Византия пришла к христианству непосредственно под влиянием «арийских» народов, азиатская колыбель которых якобы находилась в Центральной Азии или Иране. По этой причине русские славянофилы, в отличие от немецких националистов, не переходили от идеи «арийского» происхождения к антисемитизму.
В период Первой мировой войны участники российского «скифского движения», включавшего известных писателей и поэтов, рассматривали «скифов» как творцов нового мира, способных примирить Восток и Запад. Россию они представляли особым «христианско-арийским», или «греко-славянским миром». Поражение России в войне и революционные события порождали стремление поднять престиж России в глазах общественности. В этом контексте, в связи с антинемецкими настроениями, Александр Блок писал: «Последние арийцы — мы». Блок разделял идею связи славян со скифами, то есть «арийцами», что, по его мнению, обещало им великое будущее. Он пытался выявить «арийские основы» христианства и отделить их от «иудейско-рационалистического элемента». Блок резко выступил против А. Волынского, акцентировавшего внимание на иудейской основе христианства и пытавшегося дистанцировать его от «арийства».

## Нацистская Германия
В нацистской Германии германский языческий фольклор как источник исконных моральных норм почитался выше, чем связанное с иудаизмом христианство. Многие нацисты видели в антихристианстве более глубокую форму антисемитизма. Генрих Гиммлер говорил о необходимости создания «неогерманской религии», способной заменить христианство.
«Арийское христианство» было одной из ключевых идей концепции идеолога НСДАП Альфреда Розенберга, трансформировавшего его в эксклюзивную расовую религию. Розенберг противопоставлял Иисуса христианской церкви. Он утверждал, что евреи в лице «фарисея» апостола Павла в своих интересах «извратили» истинную суть учения Христа, а сам Иисус не был евреем. «Арийские» основы этого учения Розенберг искал в индийских Упанишадах, зороастризме и идеях средневекового христианского мистика Майстера Экхарта. Розенберг считал, что из христианства необходимо выбросить все положения о смирении и любви к слабым, а Христа сделать не мучеником, а героем. Господство любви ведёт, его по мнению, к расовой и культурной деградации. Он обвинял римско-католическое христианство в нетерпимости по отношению к другим верованиям и стремлении их искоренить. Заимствуя много христианских понятий, Розенберг оправдывал это тем, что христианство, по его мнению, впитало в себя элементы более древних верований, например, идею Троицы.
Розенберг попытался разделить христианство на «позитивное», восходящее к нордическим (языческим), ценностям военной доблести и «негативное», пропитанное «сирийско-этрусским духом» любви. По его мнению, для первого была важна жизнь Иисуса, а для второго — его смерть. Древние германцы в его представлении не признавали всесильного Бога, они рассматривали человеческую душу священной и считали себя равными своим богам природы.
Особое неприятие нацистов вызывал Ветхий Завет. Адольф Гитлер называл его «Библией Сатаны». Розенберг требовал запретить его как «проводник еврейского влияния» и заменить нордическими сагами.
Сторонником «арийского христианства» был Карл Мария Вилигут, эзотерик и духовный наставник Гиммлера, разработавший ритуалы и символику СС. Вилигут считал себя потомком древних германских королей и утверждал, что христианство происходит от религии древних германцев («ирминистской религии Криста»), которые задолго до семитов написали исконную Библию. В его концепции древний вождь Бальдур Крестос был распят вотанистами.
Святого Мартина нацисты иногда изображали в виде вооруженного мечом бога Вотана, а святого Георгия и святого Михаила — в образе нордических рыцарей.
Нацистская идеология сочетала почитание «языческого наследия предков» с пуританской, христианской половой моралью, которую должен был олицетворять «нордический» Аполлон.

### Организации
В 1929 году в Тюбингене возникло «Движение германской веры», основанной на «расовых принципах» с элементами германского язычества, индуизма и христианства. Его сторонники поклонялись Гитлеру и считали, что лишь через него можно достичь Христа. Приверженцы «германского христианства» поддерживали «возрождение» немецкого народа при национал-социализме и доказывали, что церковь вполне соответствует национал-социалистической идеологии. Эта, по словам А. Дэвиса, «нарциссическая церковь», отстаивала идею арийского происхождения Иисуса, связывала христианство с «кровью» и стремилась очистить его от остатков иудаизма.
Одной из задач «германского христианства» было объединение немецкой нации, расколотой по религиозному признаку. Однако при нацистском режиме это движение вошло в конфликт с учрежденной властью Исповедальной церковью, ставившей ту же задачу, но отдававшей предпочтение протестантам. «Движение германской веры» было «третьей конфессией», отличной от протестантов и католиков и стремилось собрать вокруг себя религиозные группы, не связанные с христианством — расистов-язычников и эзотериков, которые ещё в Веймарский период призывали очистить христианство от «семитизма». Нацистское государство объявило себя сторонником «позитивного христианства» и воздерживалось от откровенной поддержки какой-либо из конфессий, хотя и симпатизировало протестантизму. В конечном итоге нацистский культ основывался на идее Третьего рейха и ему не нужны были никакие другие боги.
Создатель и первый лидер «Движения германской веры», бывший миссионер Якоб Вильгельм Хауэр объяснял различия между религиями расовым фактором. Человек обязан поступать в соответствии со своим «расовым характером». Хауэр противопоставлял «индогерманскую религиозность» «ближневосточной семитской». Первая, по его утверждению, отводила человеку место рядом с богами, то вторая изображала его жалким, убогим, греховным существом, спасти которое могло лишь посредничество третьих лиц. «Индогерманская религиозность» способствовала развитию инициативы, призывала к активной борьбе за справедливость, «семитская» прививала фатализм, обрекала на вечное подчинение богу-деспоту. Индогерманцам требовался не спаситель, а вождь.
Германская христианская церковь объявляла избранным народом немцев и утверждала, что Христос был послан именно к ним.

## Румыния
Идея очищения христианства от «еврейского духа» была популярна в 1930-е годы у некоторых румынских интеллектуалов, сторонников румынского фашистского движения Железная гвардия.

## США
В США неонацистские движения могли выступать в виде радикальных церквей, исповедовавших «арийское христианство».
В США в отношении «арийского христианства» используется термин «христианская идентичность» (англ. Christian Identity), или «идентичное христианство» (Identity Christianity). Соответствующие идеи распространились в США ещё во второй половине XIX века и были связаны с так называемыми британскими израилитами, считавшими, что англичане являются прямыми потомками «потерянных десяти колен» Израиля. Самой значимой фигурой раннего периода движения «христианской идентичности» в США был Уэсли Свифт, который в середине 1940-х годов основал свою собственную церковь в Калифорнии. В 1957 году его церковь получила название «Церковь Иисуса Христа Христианина». Один из соратников Свифта, Уильям Поттер Гейл, стал лидером военизированного расистского движения 1970-х и 1980-х годов, которое также выступало против налогов.
Особенностью идей приверженцев «христианской идентичности» в США является вера в грядущий Армагеддон, понимаемый как война между «силами Бога» («белой расой») и «силами зла» (евреями и всеми небелыми). При этом, например, компьютерная проблема 2000 года рассматривалась многими сторонниками «христианской идентичности» как идеальное событие для начала такой «расовой войны».
Большой группой приверженцев идей «христианской идентичности» в США является организация «Арийские нации», провозгласившая своей конечной целью силовой захват пяти северо-западных штатов (Орегона, Айдахо, Вайоминга, Вашингтона и Монтаны) для создания на их территории «арийского государства». Другим таким движением являются «Служители Финееса», по названию персонажа Книги Чисел, где описывается сцена убийства Финеесом израильтянина, живущего с мадианитянкой, и дарование после этого Богом Финеесу и всем его наследникам завета вечного священства. «Служители Финееса» верят, что это место из Библии даёт им полномочия наказывать всех преступающих законы Бога, к которым они причисляют необходимость расовой сегрегации.

## Россия
В среде русского неоязычества, получившего популярность в 1990-е годы, идеи «арийского христианства» встречаются довольно часто. Неозычники нередко воспроизводят идеи расовых теоретиков и национал-социалистов, с разницей, что «немцы» и «германцы» заменяются в их построениях на «русских» и «славян». Так, ряд авторов (В. Н. Емельянов, В. Ю. Голяков, К. П. Петров, Ю. Д. Петухов, В. М. Дёмин, Ю. В. Сергеев, С. Г. Антоненко, Л. Н. Рыжков) пытался доказать, что идеи монотеизма («ведического монотеизма») и Троицы были самостоятельно разработаны славянским язычеством или «арийской» религией. Таким образом, крещение Руси в 988 году трактуется как этап плавного развития, а не разрыв с традицией. В целом в отношении объекта поклонения русское неоязычество может выступать как политеизм или пантеизм, так и монотеизм. Русское православие дониконианского времени сближается с «ведическим наследием» и противопоставляется православию, реформированному патриархом Никоном. Часто русское православие рассматривается как часть «Русской Религии», уходящей корнями в языческую древность.
В 1990 году ответственный секретарь общества «Память» А. Э. Кулаков говорил о действиях «сионистов», направленных на разрушение «арийского мира» и православной веры. По его утверждению, и отцы Церкви, и «ведические дохристианские проповедники» предписывали России покончить с «мировым злом в виде сионизма».
Ультраправая Народная национальная партия конструировала «Русскую веру», состоящую из «Православия нового обряда» (РПЦ), «Православия старого обряда» (старообрядцы, поморы) и «Православия исконного обряда» (русские «язычники»).
Редактор и издатель ультраправой газеты «Наше Отечество» Е. А. Щекатихин объединял «ведическое мировоззрение» и православие в «Ведическое Православное мировоззрение». Он утверждал также, что губительную идею противопоставления язычества православию передали русским «жидомасоны».
Стремление к православно-языческому синтезу нашло отражение также в энциклопедии «Святая Русь. Большая энциклопедия Русского Народа», выпущенной конспирологом О. А. Платоновым.
Решая проблему несоответствия христианства «арийским» идеями, русские неоязычники также противопоставляют христианству русское народное православие, по их мнению, сохранившее «здоровую языческую основу» и отвергнувшее присущие христианству «семитские черты». Такие идеи характерны для культурного центра «Вятичи».
Начиная с конца 1990-х годов некоторые русские неоязычники (С. Т. Алексеев, А. Ю. Хиневич, А. В. Трехлебов) называют «древнюю русскую веру» «древлеправославием», включая в неё старообрядчество и связывая крушение этой «древней ведической религии» с деятельностью Петра I или династией Романовых в целом. По утверждению А. А. Добровольского (Доброслава), старообрядчество было бессознательной попыткой сохранения остатков язычества, которые таились в народной среде. Неоязыческий автор К. Хапихин в популярном журнале «Свет. Природа и человек» (1995) утверждал, что русские изначально поклонялись единой Божьей Матери.
Термин «православие» в неоязычестве часто также отрывается от христианства и понимается как «Правь славим», где под «Правью», в соответствии с «Велесовой книгой» (сочинением, выдаваемым за текст IX века, но признанным научным сообществом фальсификацией XX века), понимается небесный мир богов. Слово «православие», по их мнению, изначально означало язычество и позднее было узурпировано Христианской церковью. Александр Асов, один из переводчиков и популяризаторов «Велесовой книги», создал на её основе «славянорусскую (славяноведическую) идею», согласно которой исходная «ведическая» традиция, по его мнению сохранённая в «Велесовой книге», лежит в основе большинства современных религий, исказивших эту традицию. Асов считает Иисуса потомком Ария Оседня, внуком Дажбога, упомянутых в «Велесовой книге». По утверждению Асова, «ведисты [признающие подлинность „Велесовой книги“] верят (и ведают), что и до Иисуса Христа к славянам и др. народам приходили Сыны Бога. Приходил также Мессия Сын Божий и через 400 лет после Христа» — князь Русколани Муж Правый Бус Белояр. Крест считается им «ведическим» символом.
В значении «Правь славим», но с опорой на собственную мистификацию, «Славяно-арийские веды», понятие «православие» используется движением «Древнерусская инглиистическая церковь православных староверов-инглингов» (инглиизм).
По мнению В. А. Шнирельмана, всё это призвано минимизировать расстояние между православием и неоязычеством и примирить радикалов неоязыческого и православного направлений. Совместная борьба с «жидомасонским заговором» считается ими важнее внутренних противоречий.

## Украина
Некоторые украинские авторы стремятся доказать арийскую сущность Христа. Так, писатель Сергей Плачинда представлял Иисуса украинцем из этрусского племени, осевшего в Палестине, Юрий Каныгин называл родиной христианства Украину. Некоторую популярность на Украине имеет также идея, что Иисус происходит из уроженцев Галиции, некогда переселившихся в Галилею.
Ряд украинских правоадикалов в построении своей идеологии используют мифические и мистические элементы. По их утверждениям, Украина, была землей, породившей «арийскую расу», от которой произошли все индоевропейские народы. Поэтому у страны есть особая мессианская задача — восстановление Великой Украины, которая будет сражаться со злом, то есть с космополитическими евреями, ведущими человечество в пропасть. В рамках этой «арийско-украинской» миссии Иисус изображается украинцем, а ориентированная в прошлом на Москву Украинская православная церковь Московского патриархата идеальным союзником против «масонов-сионистов», стремящихся обеспечить приход антихриста и гибель православия. Однако эти националистические группы играют относительно маргинальную роль в политической жизни страны.

## Критика
Нет доказательств превосходства «нордической расы», существования «арийской расы» и высокоразвитой «арийской цивилизации». Исторические арии, действительно обладавшие развитой культурой, являются предками только индоиранских народов и не имеют прямого отношения к германцам, славянам или каким-либо другим европейским народам, равно как и к населению Палестины, где родился и жил Иисус.
Исторической основой христианства является ветхозаветный иудаизм. Историк Колин Кидд в своей работе «Ковка рас» (The Forging of Races) пишет, что расовые теории о происхождении библейских персонажей обусловлены культурными стереотипами и тенденциями, но ни в коем случае не научными исследованиями. По наиболее распространённой в современной науке версии, Иисус был евреем. Библеист Кэйн Хоуп отмечает, что образу Иисуса присуща универсальность, которая выходит за рамки национальности.
В энциклике папы Римского Пия XI «Mit brennender Sorge», изданной в 1937 году (в которой указано на нарушение нацистами условий конкордата с Ватиканом, и содержится критика различных аспектов нацистской идеологии), говорится:

…только поверхностные умы могут говорить о национальном боге, о национальной религии… которая существует в границах одного народа, в тесноте единства крови одной-единственной расы. Это есть новое агрессивное язычество.
Православная монахиня и публицистка Мария (Скобцова) писала о «берлинской ереси», не сочетавшейся с христианством. В 1947 году евангелический пастор В. Кюннерт отождествлял нацистскую идеологию с «паганизированным христианством» и называл Гитлера Антихристом.